# ジョーダン・ウィリアムズ (サッカー選手)
マイケル・ジョーダン・ウィリアムズ（Michael Jordan Williams, 1995年11月6日 - ）は、ウェールズ・バンガー出身サッカー選手。EFLリーグ1・ボルトン・ワンダラーズFC所属。ポジションはミッドフィールダー、ディフェンダー。

## 経歴

### クラブ
レクサムFCのユースチームでキャリアをスタートさせ、2009年にリヴァプールFCユースに移籍。2014年にトップチームに昇格した。2015年にはノッツ・カウンティFC、スウィンドン・タウンFCにレンタル移籍した。
2017年8月から翌年1月までロッチデールAFCへレンタル移籍をし、一度リヴァプールFCへ戻ったが、契約満了に伴い再度ロッチデールへ加入した。
2020年8月24日、ブラックプールFCへ移籍。
2021年2月1日、ボルトン・ワンダラーズFCに1年半契約で移籍。

### 代表
各年代別のウェールズ代表に選出されている。